# Hanley

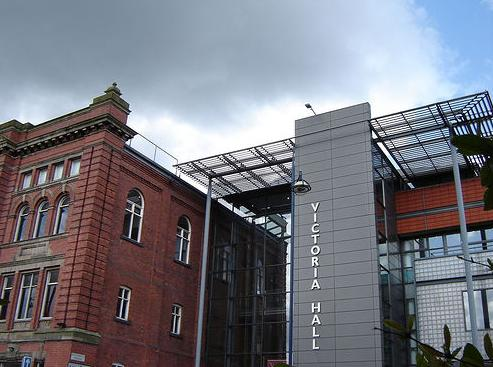
Konserthallen Victoria Hall i Hanley.

Hanley i distriktet Stoke-on-Trent i grevskapet Staffordshire i England är ett av de sex stadsområden som år 1925 förenades för att forma staden Stoke-on-Trent. Hanley fungerar idag som stadens city-centrum och köpcentrum, och erbjuder stora kulturella evenemang och olika kulturella kvartersbyggnader och kaféer. I Hanley finns bland annat en stor romersk-katolsk kyrka och en ortodox synagoga. Staden ligger 6 kilometer från Newcastle-under-Lyme. I utkanten av Hanley ligger området Birches Head.
Hanley var en civil parish 1894–1922 när blev den en del av Stoke on Trent. Civil parish hade 67 891 invånare år 1921.